# Liste der Monuments historiques in Cram-Chaban
Die Liste der Monuments historiques in Cram-Chaban führt die Monuments historiques in der französischen Gemeinde Cram-Chaban auf.

## Liste der Objekte
Zum Verständnis siehe: Kirchenausstattung
| Bezeichnung                              | Beschreibung                                  | Standort                | Kennzeichnung | Schutzstatus | Datum | Bild |
| ---------------------------------------- | --------------------------------------------- | ----------------------- | ------------- | ------------ | ----- | ---- |
| Glocke                                   | Bronze, 1734 gegossen                         | Kirche St-Pierre (Lage) | PM17000095    | Classé       | 1942  |      |
| Retabel des Hochaltars                   | Holz, 18. Jahrhundert                         | Kirche St-Pierre (Lage) | PM17000096    | Classé       | 1982  |      |
| Gemälde Saint Pierre délivré par un Ange | Gemälde des Hochaltars; Öl auf Leinwand, 1742 | Kirche St-Pierre (Lage) | PM17000670    | Classé       | 1982  |      |